# 伯尼特縣 (德克薩斯州)
伯尼特縣（英語：Burnet County）位美國德克薩斯州中部的一個縣。面積2,644平方公里。根据美國2000年人口普查，共有人口34,147人。縣治伯尼特（Burnet）。
成立於1852年2月5日，縣政府成立於1854年8月7日。縣名紀念德克薩斯共和國臨時總統大衛·G·伯尼特（David Gouverneur Burnet）。